# Vendeuvre-sur-Barse (tổng)
Tổng Vendeuvre-sur-Barse là một tổng của Pháp nằm ở tỉnh Aube trong vùng Grand Est.
Tổng này được tổ chức xung quanh Vendeuvre-sur-Barse ở quận Bar-sur-Aube. 

## Hành chính
| Giai đoạn | Ủy viên       | Đảng | Tư cách |
| --------- | ------------- | ---- | ------- |
| 1970-1994 | Pierre Micaux | UDF  |         |
| 2001-2008 | Claude Ruelle | DVD  |         |
| 2008-2014 | Claude Ruelle | DVD  |         |

## Các đơn vị hành chính
Tổng Vendeuvre-sur-Barse bao gồm 19 xã với dân số 5 421 người (điều tra năm 1999, dân số không tính trùng).
| Xã                     | Dân số | Mã bưu chính | Mã insee |
| ---------------------- | ------ | ------------ | -------- |
| Amance                 | 235    | 10140        | 10005    |
| Argançon               | 113    | 10140        | 10008    |
| Bligny                 | 208    | 10200        | 10048    |
| Bossancourt            | 236    | 10140        | 10050    |
| Champ-sur-Barse        | 34     | 10140        | 10078    |
| Dolancourt             | 145    | 10200        | 10126    |
| Fravaux                | 57     | 10200        | 10160    |
| Jessains               | 243    | 10140        | 10178    |
| Juvanzé                | 37     | 10140        | 10183    |
| La Loge-aux-Chèvres    | 79     | 10140        | 10200    |
| Magny-Fouchard         | 199    | 10140        | 10215    |
| Maison-des-Champs      | 39     | 10140        | 10217    |
| Meurville              | 177    | 10200        | 10242    |
| Spoy                   | 154    | 10200        | 10374    |
| Trannes                | 190    | 10140        | 10384    |
| Unienville             | 116    | 10140        | 10389    |
| Vauchonvilliers        | 123    | 10140        | 10397    |
| Vendeuvre-sur-Barse    | 2 623  | 10140        | 10401    |
| La Villeneuve-au-Chêne | 413    | 10140        | 10423    |

## Thông tin nhân khẩu
| 1962                                                     | 1968  | 1975  | 1982  | 1990  | 1999  |
| -------------------------------------------------------- | ----- | ----- | ----- | ----- | ----- |
| 4 403                                                    | 4 787 | 5 305 | 5 674 | 5 667 | 5 421 |
| Nombre retenu à partir de 1962 : dân số không tính trùng |       |       |       |       |       |